# رصدخانه سرو پاچون

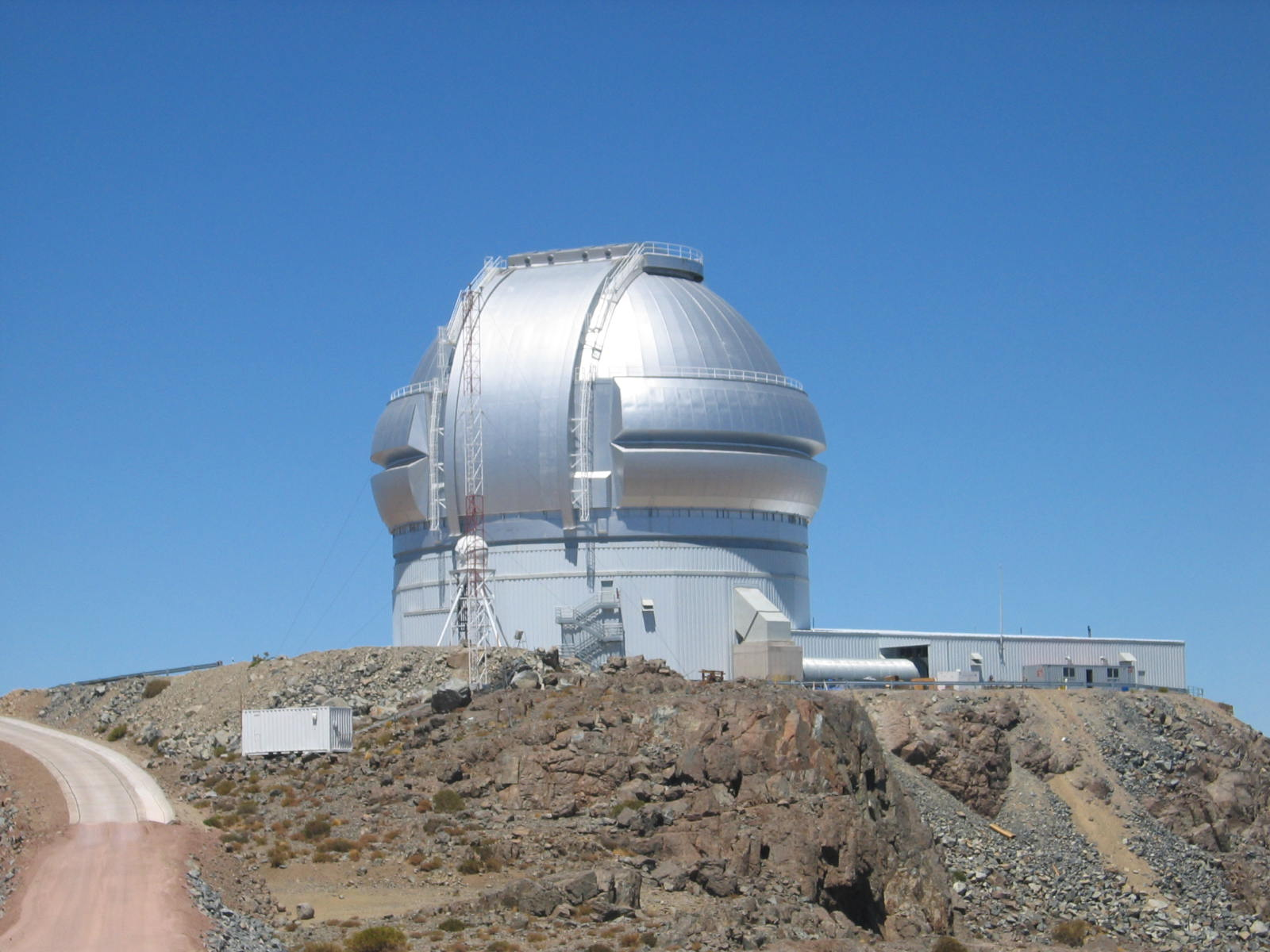
تلسکوپ جمینای-جنوبی در سرو پاچون

رصدخانه سررو پاچون (به انگلیسی: Cerro Pachón) یک مرکز نجوم در کشور شیلی در آمریکای جنوبی است. این رصدخانه در ۱۰ کیلومتری رصدخانه اینتر-آمریکن سرو تولولو در شیلی قرار دارد.
از تلسکوپ‌های بزرگ این مرکز می‌توان تلسکوپ جمینای-جنوبی و تلسکوپ تحقیقات اخترفیزیک جنوبی (SOAR) را نام برد.
تلسکوپ Large Synoptic Survey Telescope نیز اینجا در حال ساخت است.